# Richard McEvoy

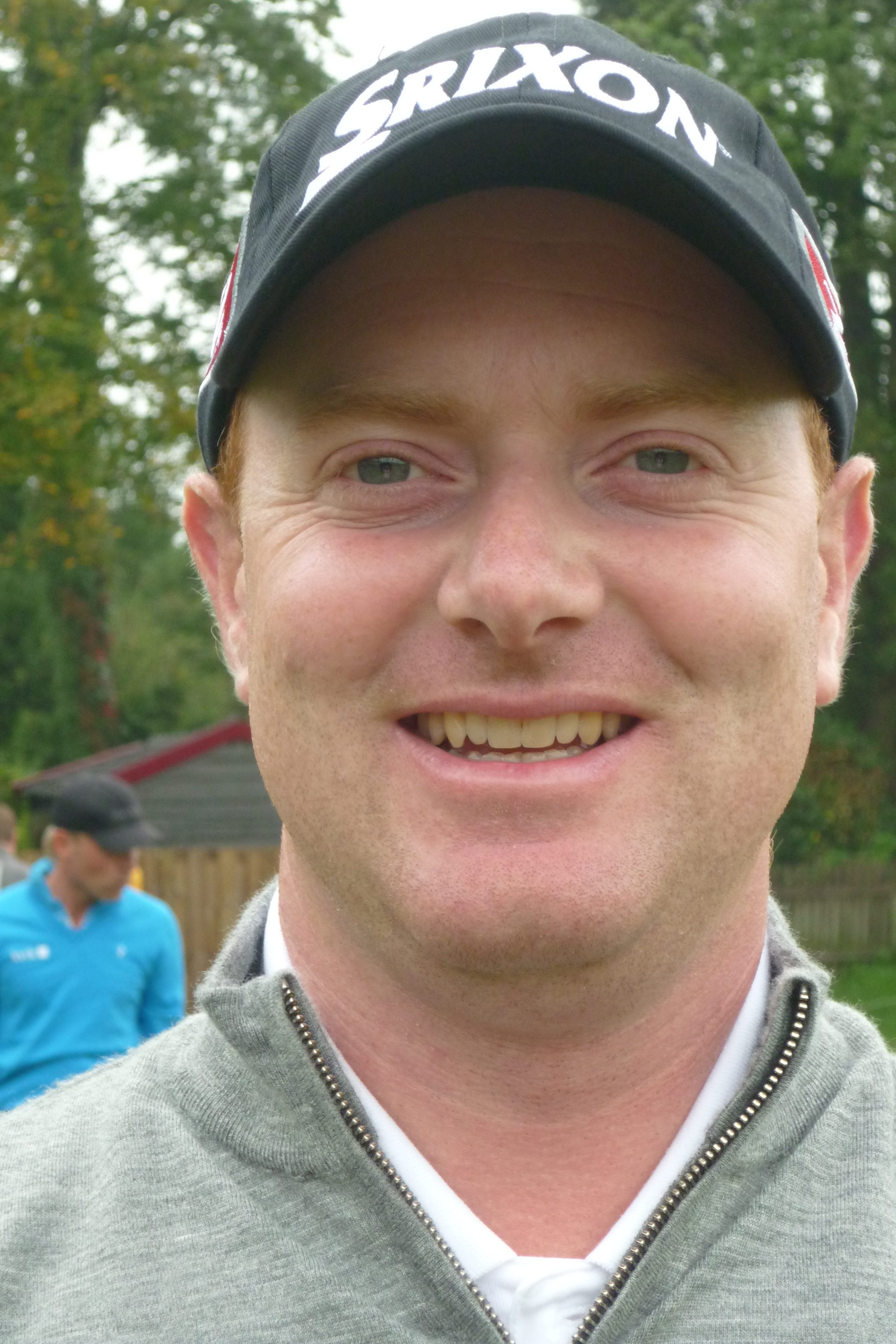
KLM Open 2010.

Richard McEvoy (Shoeburyness, 13 juni 1979) is een professionele golfer uit Engeland.

## Amateur
McEvoy zat van 1999-2001 in de nationale selectie.

### Gewonnen
- 2001: Lytham Trophy, Irish Amateur Open Stroke Play Championship

### Teams
- Walker Cup: 2001 (winnaars)

## Professional
McEvoy werd in 2001 professional. 
In 2003 won hij de Tourschool maar aan het einde van 2004 verloor hij zijn spelerskaart, en moest weer terug naar de Tourschool. In 2005 won hij het Panama Open met een score van -11. In 2006 en 2007 mocht hij op de Europese Tour spelen, maar hij kon zijn speelrecht niet verlengen. In 2008 en 2009 was hij dus weer terug op de Challenge Tour. Een 9de plaats op de Order of Merit in 2009 gaf hem weer een kaart voor de Europese Tour van 2010.

### Gewonnen

#### PGA Europro Tour
- 2002: Quinta da Marinha, Owston Hall

#### Europese Challenge Tour
- 2005: Panasonic Panama Open

#### Europese PGA Tour
- 2018: Porsche European Open